# Valeska Knoblauch
Valeska Knoblauch (* 21. September 1990 in Bonn) ist eine deutsche Badmintonspielerin des SC Union 08 Lüdinghausen. Sie ist querschnittgelähmt und startet im Parabadminton in der Startklasse WH1, sowohl im Einzel als auch im Doppel und im Mixed.

## Leben
Knoblauch erlitt im Alter von 14 Jahren durch einen Fenstersturz eine Querschnittslähmung. Zwei Jahre später probierte sie auf der Messe Rehacare erstmals Parabadminton aus und blieb bei diesem Sport. Zunächst lebte sie in Olpe und trainierte bei der RBG Dortmund, wechselte aber mittlerweile zum SC Union 08 Lüdinghausen. Sie studiert in Köln Psychologie und trainiert an der Deutschen Sporthochschule Köln.
2017 startete Knoblauch bei der Badminton-Weltmeisterschaft für Behinderte im südkoreanischen Ulsan im Einzel und erreichte das Viertelfinale. Bei der Badminton-Europameisterschaft für Behinderte in Rodez gewann sie 2018 im Einzel gegen die Schweizerin Karin Suter-Erath Gold. Im Doppel mit Elke Rongen und im Mixed mit Young-Chin Mi erreichte sie jeweils den dritten Platz. Im August 2019 konnte Knoblauch mit ihrem Lebensgefährten Young-Chin Mi bei der Weltmeisterschaft in Basel die Bronzemedaille im Mixed erkämpfen. Knoblauch nahm an den Sommer-Paralympics 2020 teil, bei denen erstmals Badminton-Wettbewerbe im Programm waren.